# Pyrenula subpraelucida
Pyrenula subpraelucida är en lavart som beskrevs av Müll. Arg. Pyrenula subpraelucida ingår i släktet Pyrenula och familjen Pyrenulaceae.   Inga underarter finns listade i Catalogue of Life.